# نيك جينينغز
نيك جينينغز (بالإنجليزية: Nick Jennings) هو باحث في مجال الذكاء الاصطناعي وعالم حاسوب بريطاني، ولد في 15 ديسمبر 1966 في لندن في المملكة المتحدة.